# ۶۹۷ (قمری)
۶۹۷ (قمری)، ششصد و نود و هفتمین سال در گاهشماری هجری قمری است. اول محرم این سال برابر با نوزدهم اکتبر سال ۱۲۹۷ میلادی است.